# Cladotanytarsus lepidocalcar
Cladotanytarsus lepidocalcar är en tvåvingeart som beskrevs av Kruger 1938. Cladotanytarsus lepidocalcar ingår i släktet Cladotanytarsus och familjen fjädermyggor. Arten är reproducerande i Sverige. Inga underarter finns listade i Catalogue of Life.